# Poecilopharis uniformis
Poecilopharis uniformis är en skalbaggsart som beskrevs av Waterhouse 1884. Poecilopharis uniformis ingår i släktet Poecilopharis och familjen Cetoniidae. Utöver nominatformen finns också underarten P. u. makiraensis.